# Yvan Lamonde
Yvan Lamonde, né le 30 mars 1944 à Saint-Tite, est un historien québécois. Il est professeur émérite d'histoire et de littérature québécoise à l'Université McGill.   

## Biographie
Intellectuel, Yvan Lamonde mène des recherches sur la sociographie du Québec, notamment son américanité. Il est de l'avis que l'identité québécoise repose plus sur l'Amérique du Nord et la tradition libérale que sur la culture française et le catholicisme romain.  
Cet historien est connu pour ses travaux sur l'histoire socioculturelle et intellectuelle du Québec; en témoignent ses ouvrages, Brève histoire des idées au Québec (2019) et Histoire sociale des idées au Québec (2000).   
En 2008, il publie une autobiographie intitulée Historien et citoyen: navigations au long cours, en collaboration avec Claude Corbo.
Il est membre de l'Académie des lettres du Québec, de l'Académie des arts, des lettres et des sciences du Canada et de la Société des Dix (depuis 2000).

## Publications
En tant qu'auteur
- Émonder et sauver l'arbre : Maurice Blain, la laïcité et la transition intellectuelle après Borduas, Montréal, Leméac, 2021.
- Brève histoire des idées au Québec, Montréal, Boréal, 2019.
- Louis-Joseph Papineau. Un demi-siècle de combat : interventions publiques, Fides, 2019.
- Emerson, Thoreau et Brownson au Québec. Éléments pour une comparaison des milieux intellectuels en Nouvelle-Angleterre et au Bas-Canada (1830-1860), Québec, Presses de l'Université Laval, 2018.
- Aux quatre chemins : Papineau, Parent, La Fontaine et le révolutionnaire Côté en 1837 et en 1838, Montréal, Lux Éditeur, 2018.
- Un coin dans la mémoire. L'hiver de notre mécontentement : essai, Montréal, Leméac, 2017.
- Violences coloniales et résistance patriote : au "bourg pourri" de Sorel et à Saint-Ours-sur-Richelieu (1780-1838), Montréal, Del Busso, 2017.
- Louis-Antoine Dessaulles, 1818-1895. Un seigneur libéral et anticlérical, Fides, 2013 (1994).
- La modernité au Québec. Tome 1. La Crise de l'homme et de l'esprit, 1929-1939. Fides.
- Allégeances et dépendances : l'histoire d'une ambivalence identitaire, Nota Bene, 2001.
- Histoire sociale des idées au Québec, Montréal, Fides, 2000.
- La librairie et l’édition à Montréal, 1776-1920, Montréal, Bibliothèque nationale du Québec, 1991. Livre disponible dans BAnQ numérique.
- La philosophie et son enseignement au Québec (1665-1920), Hurtubise HMH, 1980. Livre disponible dans Les Classiques des sciences sociales.
- Historiographie de la philosophie au Québec (1853-1970), Hurtubise HMH, 1972. Livre disponible dans Les Classiques des sciences sociales.

En tant que directeur de publication
- Une culture de transition : la recherche de codes de substitution au Québec (1934-1965), sous la direction de Yvan Lamonde et Jonathan Livernois, Codicille éditeur, 2018.
- Lire au Québec au XIXe siècle, collectif sous la direction de Yvan Lamonde et Sophie Montreuil, Fides, 2003.
- Données statistiques sur l'histoire culturelle du Québec (1760-1900), Yvan Lamonde et Claude Beauchamp (éditeurs), Chicoutimi, Institut interuniversitaire de recherches sur les populations, 1996. Livre disponible dans Les Classiques des sciences sociales.
- Cité libre. Une anthologie, compilé par Yvan Lamonde en collaboration avec Gérard Pelletier, Stanké, 1991. Livre disponible dans Les Classiques des sciences sociales.

## Honneurs
- 1980 - Prix du Gouverneur général
- 1995 - Prix du Gouverneur général pour son ouvrage Louis-Antoine Dessaulles, un seigneur libéral et anticlérical
- 1996 - Bourse Killam ; Prix Maxime-Raymond[4]
- 2000 - Membre de la Société des Dix
- 2000 - Prix Richard-Arès
- 2001 - Médaille Marie-Tremaine
- 2001 - Prix Raymond-Klibansky[5]
- 2001 - Prix Percy-W.-Foy
- 2004 - Médaille de l'Académie des lettres du Québec[5]
- 2004 - Prix du Gouverneur général
- 2004 - Prix Acfas André-Laurendeau [6],[7]
- 2005 - Médaille de l'Assemblée nationale[8]
- 2005 - Prix de la présidence de l'Assemblée nationale pour son ouvrage Histoire sociale des idées au Québec 1896-1929[9]
- 2012 - 3e Prix de la présidence de l'Assemblée nationale pour sou ouvrage La modernité au Québec, tome1 : la crise de l'homme et de l'esprit, 1929-1939[9]
- 2013 - Prix Condorcet-Dessaulles